# Hurst, Greater Manchester
Hurst är en stadsdel i Ashton-under-Lyne, i distriktet Tameside, i grevskapet Greater Manchester, i England. Hurst var en civil parish från 1894 till 1974. Denna civil parish hade 13 809 invånare år 1951. Hurst var ett distrikt från 1894 till 1927 då den blev en del av Ashton under Lyne.